# مراسلات الخزر
المراسلات الخزرية هي مجموعة من الوثائق، التي يزعم أنها ترجع إلى خمسينيات أو ستينيات القرن التاسع، وهي رسائل بين حسداي بن شبروط، وزير الخارجية لخليفة قرطبة، ويوسف خاقان الخزر (مملكة تركية يهودية). تُعد المراسلات واحدة من الوثائق القليلة المنسوبة إلى مؤلف خزري، وربما تكون واحدة من عدد قليل من المصادر الأولية حول تاريخ الخزر.
وقد تم التشكيك في صحة المراسلات، على أساس أنها لا تشترك في الكثير مع التسلسل الزمني واللغة والحدود والاقتصاد الخزري في ذلك الوقت.
ظاهريًا، يقدم الكتاب وصفًا لاعتناق الخزر لليهودية وتقدمه في الأجيال اللاحقة، كما يُظهر أنه في غضون جيل واحد من سقوط إمبراطورية الخزر في عام 969، كانت دولة الخزر لا تزال قوية عسكريًا وتلقت الجزية من العديد من الكيانات السياسية.

## الخلفية
وتعود المراسلات المزعومة إلى حسداي بن شبروط، السكرتير الخارجي للخليفة الأموي في قرطبة والأندلس عبد الرحمن الثالث. ويقال إن حسداي، وهو رجل ذو اتصالات واسعة وموارد غير محدودة تقريبًا، علم بوجود الخزر من التجار الخراسانيين. إن جهله بدولة الخزر أمر غريب، وربما كان غير صادق، إما من جانب مزور محتمل، أو من جانب تصريحات يوسف التي تؤكد وجود اتصالات بين المجتمعين في الماضي.
ويقال إن رسول حسداي الأول وجد طريقه إلى القسطنطينية، حيث رفضت السلطات البيزنطية السماح له بالمضي قدمًا. ويقال إنه عاد، وربما أخذ معه رسالة شيختر (التي كتبها أحد الخزر وربما كانت موجهة إلى حسداي). ويقال في نهاية المطاف أن رسالة حسداي قد سلمت إلى اليهود المرتبطين بسفارة كرواتية ، ووصلت إلى خزريا عن طريق رسول آخر، وهو إسحاق بن إليعازر من نيميتز (ألمانيا).
يقدم رد يوسف المزعوم وصفًا لتاريخ الخزر ووضعهم الاجتماعي والسياسي والاقتصادي الحالي ( ق. 960). ثم يدعو حسداي للقدوم إلى خزريا، وهي الدعوة التي ربما لم يقبلها حسداي أبدًا. وقد نجت المراسلات في ثلاث نسخ مختلفة قليلاً على مر القرون.

## الخزر في إسبانيا
ويبدو أن بعض طلاب الحاخامات الخزر على الأقل قد درسوا في إسبانيا. يقول إبراهيم بن داود الطليطلي في كتابه الحديث (1161):
ستجدون شعوب بني إسرائيل منتشرة في كل مكان... حتى في الديلم ونهر إيتيل حيث يعيش شعوب الخزر الذين اعتنقوا اليهودية. أرسل ملك الخزر يوسف رسالة إلى حسداي بن شبروط وأبلغه أنه وجميع قومه يتبعون العقيدة الحاخامية. وقد رأينا أحفاد الخزر في طليطلة، تلاميذ الحكماء، وأخبرونا أن من بقي منهم على العقيدة الحاخامية.

## طالع أيضًا
- الأندلس
- أتيل
- حروب الخزر والمسلمون
- حسداي بن شبروط
- الخزر
- رسالة شيختر
- اليهودية في روسيا